# Moucherolle noir
Sayornis nigricans
Ne doit pas être confondu avec Moucherolle noirâtre ou Moucherolle à tête noire.
Espèce
Répartition géographique
- aire de nidification
- résidence annuelle
- aire hivernal

Statut de conservation UICN

 LC  : Préoccupation mineure
Le Moucherolle noir (Sayornis nigricans) est une espèce d'oiseau appartenant à la famille des Tyrannidae.

## Description morphologique
Cet oiseau mesure en moyenne 16 cm de longueur et pèse 22 g. Contrairement aux autres moucherolles, il a un plumage très contrasté brun foncé ou noir sur la tête, la poitrine, le dos, les ailes et la queue et blanc sur le ventre et sous les ailes.

## Comportement
Comme les autres moucherolles, il agite la queue sans cesse quand il est perché et aux aguets, posé sur un perchoir comme une branche ou un poteau de clôture, prêt à s'envoler pour capturer un insecte puis revenir à son point de départ.
Son chant est une répétition de sisee et sitsew et son cri est semblable à celui de la Moucherolle phébi.

## Habitat
Cette espèce passe plus de temps le long des ruisseaux et des étangs que les autres espèces de Moucherolles[réf. nécessaire].

## Répartition et sous-espèces
Selon la classification de référence du Congrès ornithologique international (15.1, 2025) il se répartit en 6 sous-espèces (ordre phylogénique) :
- S. n. nigricans (Swainson, 1827) — Mexique ;
- S. n. semiater (Vigors, 1839) — ouest des États-Unis et du Mexique ;
- S. n. aquaticus Sclater & Salvin 1859 — du sud du Mexique au Nicaragua ;
- S. n. amnicola Bangs, 1902 — Costa Rica et ouest du Panama ;
- S. n. angustirostris Berlepsch & Sztolcman, 1896 — est du Panama et Andes boréales ;
- S. n. latirostris (Cabanis & Heine, 1859) — Andes boliviennes et argentines.

Les deux sous-espèces sud-américaines ont des stries blanches ailaires plus épaisses.

## Galerie

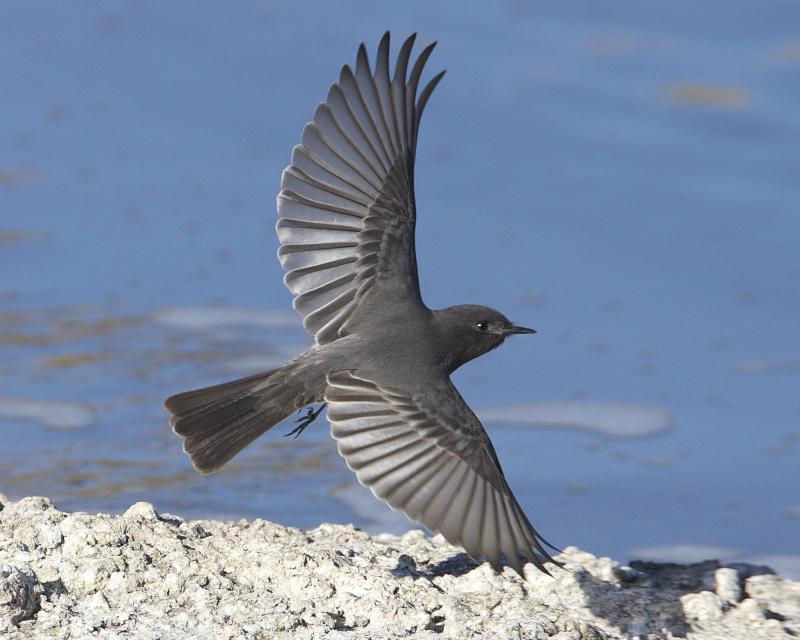
En vol
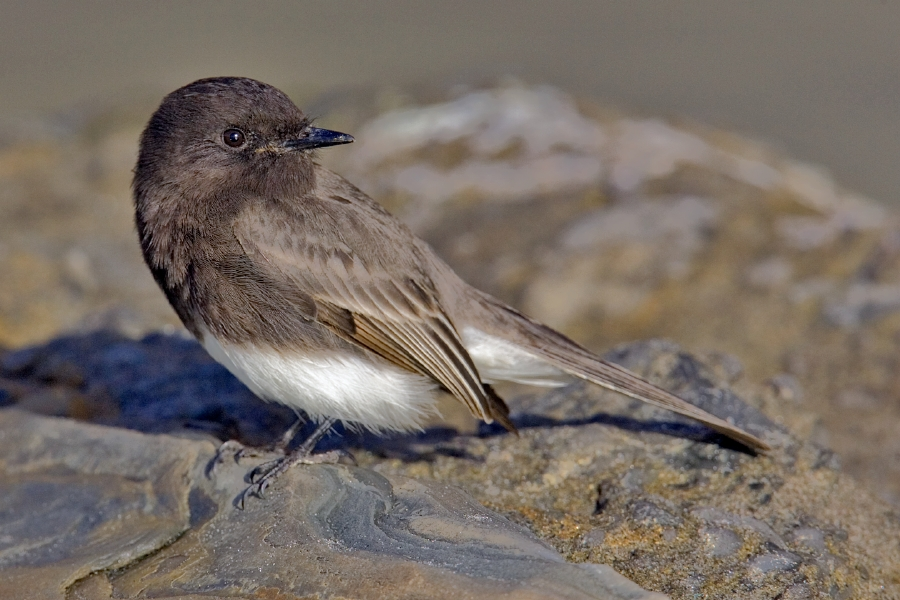
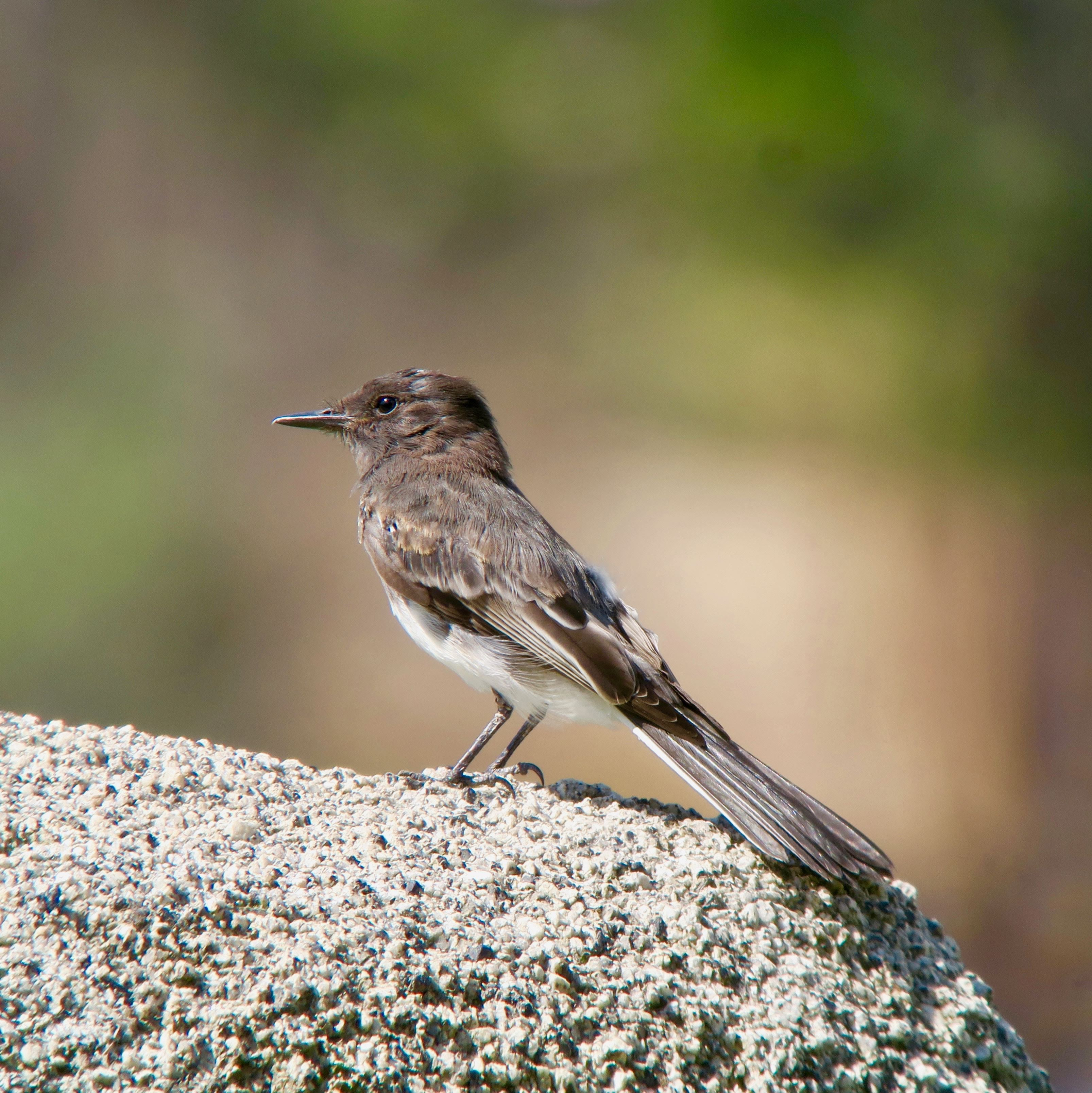
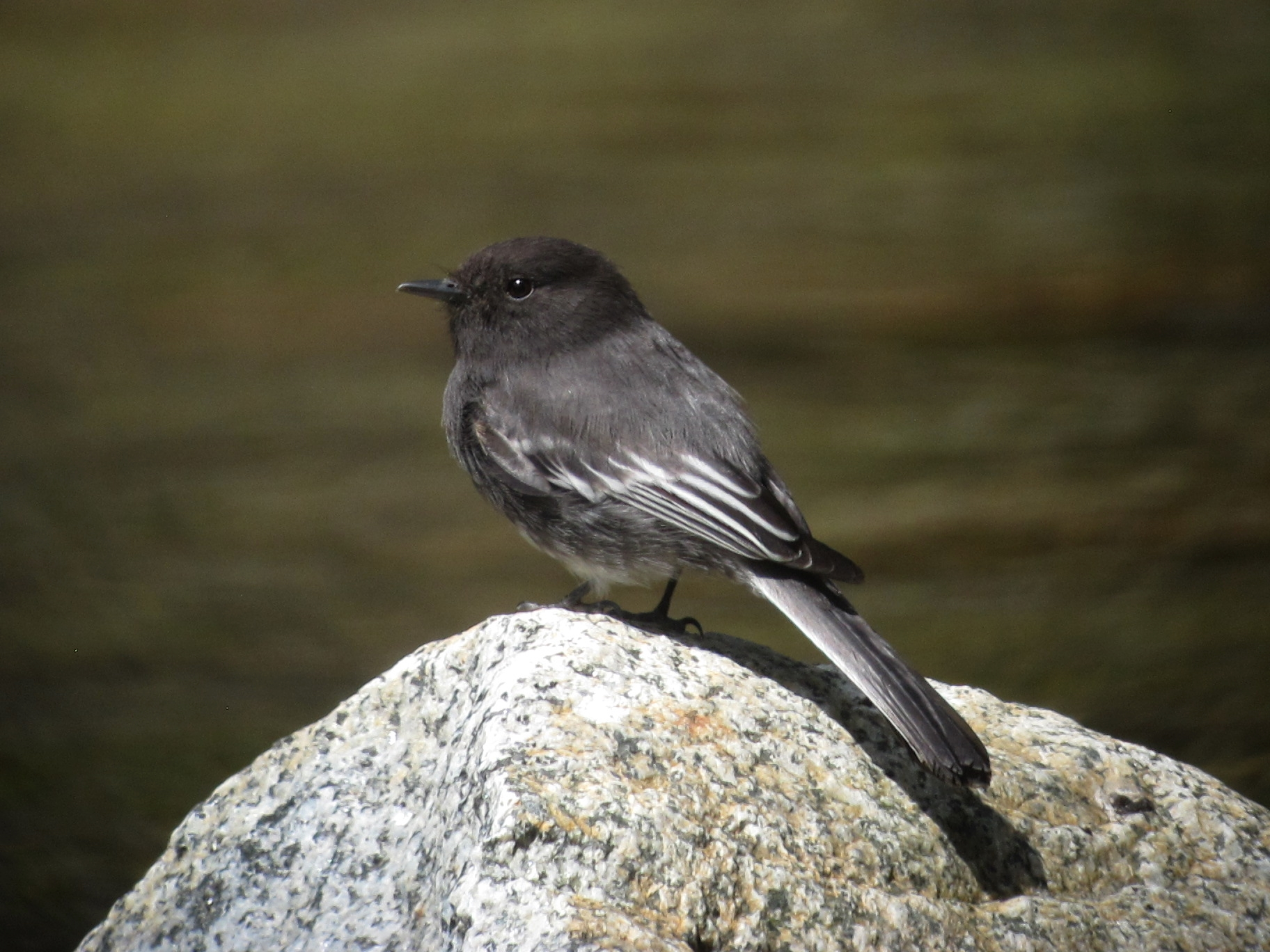
S. n. angustirostris
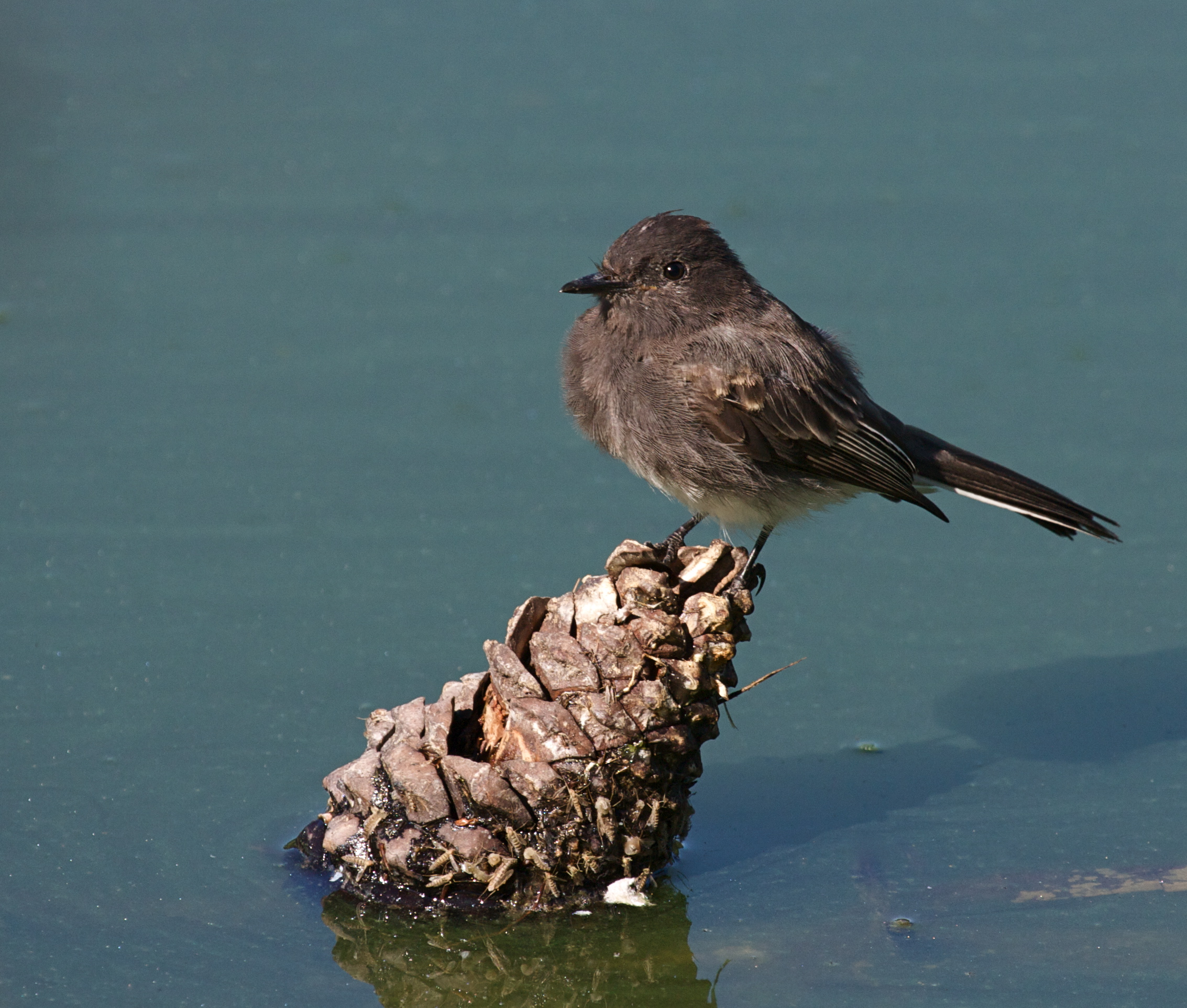
Morro Bay, Californie

## Source
- (en) Cet article est partiellement ou en totalité issu de l’article de Wikipédia en anglais intitulé « Black phoebe » (voir la liste des auteurs).